# Clarinet Factory
Clarinet Factory – czeski zespół muzyczny łączący w swojej twórczości wiele gatunków muzycznych, między innymi takich jak: jazz, crossover, muzyka etniczna, elektroniczna czy również muzyka klasyczna. Podstawę zespołu tworzy trzech klarnecistów i jeden klarnecista basowy.
Momentem przełomowy dla grupy była wygrana w 2005 roku na amerykańskimIfestiwalunternational Songwriting Competition.

## Dyskografia[3]
- Polyphony (2005)
- Echoes from Stone (2003 oraz reedycja w 2005)
- Eternal Seekers (2008)
- Out of Home (2010)
- Echoes of Colors (2012)
- Worx and Reworx (2014)
- Meadows (2017)